# Slender: The Eight Pages
Slender: The Eight Pages (dawniej Slender) – gra komputerowa z gatunku survival horror, wydana w czerwcu 2012 roku. Jest dostępna na platformach: Windows, macOS i Linux. Gra używa silnika Unity.

## Rozgrywka
W grze wcielamy się w postać (nieznanej płci), która z niewiadomych przyczyn znajduje się w lesie z kamerą i latarką. Zadaniem gracza jest odnalezienie 8 kartek (pozostawionych przez tajemniczą postać – Slender Mana), tak, aby nie zostać złapanym. Po zebraniu wszystkich kartek w całym lesie pojawia się gęsta mgła, a Slender Man coraz szybciej biega i teleportuje się w pobliże postaci gracza.

### Tryby gry
W wersji 0.9.4 istnieje tryb „Dzień”, który można odblokować. Aby to zrobić gracz najpierw musi przejść tryb „Normalny”, czyli noc. Po zakończeniu trybu „Normalnego”, postać gracza budzi się podczas dnia. Rozgrywka zaczyna się po kilku sekundach. Tryb „Daytime Mode” wygląda tak samo jak tryb „Normalny”, lecz tym razem gracz nie posiada latarki. Znowu pojawia się Slender Man i 8 kartek.
Po napisach końcowych odblokowuje się (przed wersją 0.9.7) tryb „$20 Mode”, gdzie po zobaczeniu Slender Mana w tle słychać muzykę „Gimme 20 Dollars” autorstwa amerykańskiego rapera Rona Browza. Jest to odniesienie do popularnego mema, w którym Slender Man mówi że jeśli damy mu 20 USD to zostawi on nas w spokoju.

## Wersje gry
Gra po raz pierwszy została wydana w wersji 0.9.0 i wtedy nazywała się Slender. Początkowo gdy gracz został złapany przez Slender Mana, gra wyłączała się. Pozostało tak do wersji 0.9.3 (trzeciej aktualizacji), od której gracz ma opcje zakończenia gry lub zagrania w nią ponownie. Od wersji 0.9.7 w menu gry panuje mroczna atmosfera, a także pokazywane są rysunki z kartek. Od tej wersji gra nazywa się Slender: The Eight Pages, po to aby nie mylić jej na przykład z sequelem Slender: The Arrival. Również w tej wersji usunięto tryb „20 dollars” z powodu problemów z prawami autorskimi.

## Odbiór gry
Niektóre publikacje odnotowały skuteczność produkcji, w przeciwieństwie do wielu gier akcji typu survival horror z tego okresu np. Resident Evil. Oficjalna strona gry uległa awarii, po tym jak coraz więcej osób próbowało pobrać grę.

## Sequel
Sequelem tej gry jest Slender: The Arrival, który ukazał się 26 marca 2013.